# امید فراوان (ترانه پینک فلوید)
«امید فراوان» (انگلیسی: High Hopes) ترانه‌ای از بند راک انگلیسی پینک فلوید است. این ترانه از آلبوم سال ۱۹۹۴ بند، ناقوس جدایی است که به وسیلهٔ دیوید گیلمور آهنگسازی و توسط دیوید گیلمور و پولی سمسون نوشته شد. متن ترانه از چیزهایی که ممکن است یک بار در زندگی کسب شده باشند و از دست روند صحبت می‌کند و نیز از ابتکار خودزیستنامهٔ گیلمور بهره می‌برد. داگلاس آدامز، یکی از دوستان گیلمور، نام ترانه را از قسمتی از متن ترانهٔ خود این اثر برگزید. این ترانه آخرین ترانه‌ای بود که برای آلبوم ضبط می‌شد که دیوید گیلمور از آن به عنوان «درخشش الهام» یاد کرد.

## در مورد ترانه
آغاز ترانهٔ «امید فراوان» یادبودی از دیگر ترانهٔ این گروه، «خورشید پیر چاق»، از آلبوم مادر قلب‌اتمی است؛ برای نمونه اصوات زنگ در ابتدای هر دو ترانه.
صداهای پرندگان و وزوز حشرات نیز می‌تواند به ترانهٔ «علفزارهای گرانچستر» از آلبوم سال ۱۹۶۹ اوماگوما نوشته‌شده به وسیلهٔ راجر واترز ربط داده شود.

## صدای مخفی
بعد از تمام شدن ترانه در آلبوم زنگ دسته‌بندی، صدای مدیر پینک فلوید، استیو اورورک، که سعی می‌کرد در یکی از آلبوم‌های گروه حضور داشته باشد، به همراه ناپسری گیلمور، چارلی، که مکالمهٔ تلفنی را با اورورک قطع می‌کند، شنیده می‌شود.

## جدول موسیقی
| جدول موسیقی (۱۹۹۴)                                 | بالاترین رتبه |
| -------------------------------------------------- | ------------- |
| جدول موسیقی تک‌آهنگ‌های اس‌ان‌ای‌پی فرانسوی             | ۴             |
| جدول موسیقی تک‌آهنگ‌های بریتانیا                     | ۲۶            |
| جدول موسیقی تک‌آهنگ‌های راک اصلی ایالات متحده آمریکا | ۷             |